# Lolo Mole
Der Lolo Mole (kurz: Mole) ist ein osttimoresischer Berg im Verwaltungsamt Bobonaro (Gemeinde Bobonaro). Er hat eine Höhe von 712 m. Er liegt im Südosten der Aldeia Zo-Belis (Suco Lourba) und wird vom restlichen Suco durch den Fluss Loumea abgetrennt. Am anderen Ufer steigt das Land zum Lolo Pigidal (794 m) an. Nach Südosten steigt das Land zum Halaben im Suco Lepo an.